# Struvenburg
Die Struvenburg war eine mittelalterliche Burganlage bei Benzingerode im Landkreis Harz in Sachsen-Anhalt. Von der Höhenburg zeugen heute nur noch einige Erdwälle, und es ist nur sehr wenig über sie bekannt. Vermutlich ist ihr Name von dem Adjektiv struf = struppig oder uneben abzuleiten.

## Geographische Lage
Die Burganlage lag direkt östlich von Benzingerode, einem östlichen Ortsteil der Stadt Wernigerode. Sie befand sich auf dem 285,8 m hohen Westteil vom nördlich des Harzes im Harzvorland gelegenen Kalksteinrücken des Struvenbergs (305,7 m), der sich zum Dorf Benzingerode herabsenkt und nach Südosten durch den Ziegenberg (315,7 m) mit dem Naturschutzgebiet Ziegenberg bei Heimburg fortsetzt. Der Aufstieg zur Burg erfolgte von der westlichen Seite (Dorfseite) her.

## Anlage
Während auf der Südseite in Richtung Harz ein Steilabhang mit einer Neigung von 60° einen natürlichen Schutz bot, wurden die übrigen Seiten durch gradlinige Wälle mit vorgelegten Gräben geschützt.
Die noch heute erkennbaren Wälle lassen deutlich die zwei nebeneinander liegenden rechteckigen Burganlagen erkennen, von denen die östliche auf Grund des im Westen davor liegenden tieferen Grabens und des höheren Walles als Hauptburg aufzufassen ist.
Die Gesamtanlage war etwa 350 × 90 m groß. Die Maße der Hauptburg betrugen rund 70 × 100 m, die der Vorburg zirka 50 bis 70 × 135 m. Ein weiteres Vorwerk mit einer Länge von etwa 70 m lag auf dem äußeren Westhang des Höhenrückens.
Die Struvenburg war eine für den Harz typische Wallburg.

## Forschungsgeschichte
Stübner, ein Chronist des Fürstentums Blankenburg, beschreibt 1788 die Lage der Struvenburg folgendermaßen:

„Wenn man den Berg von der Nordseite besteigt, sieht man auf geringer Höhe Überreste von Mauerwerk in Abteilungen, weiter hinauf Merkmale von der Umzäunung eines Gartens, noch höher hinauf einen Graben mit Mauerwerk. Gegen Morgen (Osten) sieht man einen längeren Graben und Spuren eines großen Gebäudes und Turmes, weiterhin mehrere Gebäudeabteilungen von einem Graben umzogen. Von dieser Stelle ersteigt man die größte Höhe des Berges, wo die Burg gestanden. Der Schlossplatz war mit vielen Gebäuden bebauet und von einer Mauer umfasst gewesen.“

Über das Alter der Burg gibt es keine genauen schriftlichen Unterlagen. Bedingt durch den rechteckigen Grundriss sowie einiger Funde lässt sich das Alter ungefähr bestimmen.

Paul Grimm vertrat die Meinung, dass mit den auf der Struvenburg gemachten Oberflächenfunden aus der Jungsteinzeit, der Bronzezeit sowie auch z. T. aus der Kaiserzeit die Struvenburg zuerst eine mehr oder weniger befestigte Höhensiedlung war. Es gibt Scherbenfunde, die sich nicht genau datieren lassen. Es muss offenbleiben, ob sie ins 8. oder 9. Jahrhundert gehören und vielleicht ein Überbleibsel einer flüchtigen Anwesenheit sächsischer Krieger im Verlauf des Sachsenkrieges Karls des Großen waren.
Erich Schafranek hingegen schreibt im Wanderheft Nr. 77 Blankenburg und Umgebung über das Alter der Burg, dass sie eine fränkische, viereckige Fluchtburg mit großer Bodenfläche war und schon um 700 entstanden sein soll. Er vertrat die Meinung, dass die Burg 300 Jahre später aufgegeben wurde, nachdem im 10. Jahrhundert die Ottonen die nahe Derenburg erbaut hatten.
Eine andere Quelle berichtet, dass die Ritter von Benzingerode bis ins 13. Jahrhundert auf der Burg residiert hätten, bevor sie zum Unterhof zogen.
Walther Grosse wies in einem Beitrag darauf hin, dass die Struvenburg älter als die Burgen von Wernigerode und Blankenburg gewesen sein muss. Seit etwa 800 dürfte dann eine ständige Besiedlung und höchstwahrscheinlich auch die damit verbundene Errichtung der Doppelrechtecksburg anzunehmen sein. Ein besonderer Fund war ein Sporn aus Bronze mit einer eisernen Spitze. Solche Bronzesporne kamen in fränkisch-alemannischen Gräbern als Grabbeigabe vor, aber höchstens bis zur Zeit Karls des Großen.
Einen weiteren Hinweis auf die Karolinger gibt es durch weitere Funde, die in der Nähe der Burg gemacht wurden. Beim Roden unter dem Hauptwall fand man im Bereich des Eingangstores Pfostenlöcher aus der Burganlage, weiterhin zwei lanzenförmige Pfeilspitzen aus Eisen. Ebenfalls fand man auch Steinbeile und eine Tüllenaxt. Auch die am Fuße der Anlage gefundene Scheibenfibel mit einer figürlichen Darstellung in farbigem Zellenschmelz entspricht der karolingisch-ottonischen Zeit.

## Zusammenfassende Deutung
Die Burg könnte eine Anlage aus der Zeit der Karolinger sein, da die Funde zeitlich in das 9. Jahrhundert einzuordnen sind. Durch die anderen Funde, die eindeutig sächsischen Ursprungs sind, ist nicht auszuschließen, dass der Burganlage, wie sie im 9. Jahrhundert war, ein Vorgängerbau vorausging und eine noch ältere Zeitansetzung möglich ist.
Über die Bedeutung der Burg ist nichts Näheres auszusagen. Durch ihre strategische Lage – die Burg lag dicht an einer wichtigen Straßenkreuzung – kam wahrscheinlich der Anlage in der damaligen Zeit eine besondere militärische Bedeutung zu, besonders im Zusammenhang mit der Unterwerfung der hier ansässigen sächsischen Bevölkerung durch die Franken.